# فكتور خرينين
فكتور جيناديفيتش خرينين (بالبيلاروسية: Віктар Генадзевіч Хрэнін) (بالروسية: Виктор Геннадиевич Хренин) هو قائد بارز في القوات المسلحة البيلاروسية ووزير الدفاع الحالي. 